# Pisodonophis copelandi
Pisodonophis copelandi är en fiskart som beskrevs av Herre, 1953. Pisodonophis copelandi ingår i släktet Pisodonophis och familjen Ophichthidae. Inga underarter finns listade i Catalogue of Life.